# エンリル・バーニ
エンリル・バーニ（Enlil-bāni）は、古代メソポタミアの都市国家・イシン第1王朝の王。
在位期間は低年代説によると紀元前1798年から紀元前1775年、中年代説によると紀元前1860年から紀元前1837年。ウル・イシン王名表によると24年を治めた。エンリル・バーニの出世は伝説的な、おそらくアポクリフ的な方法で最もよく知られている。

## 略歴
イクアンピィー・イシュタールは、年代記の変形した2つの写しによると、イルラ・イミッティとエンリル・バーニの治世の間に、6ヶ月か1年の間、支配したと記録されている。エンリル・バーニの出自をさらに明らかにする可能性のあるもう一つの年代記は、損傷が酷く翻訳が不可能である。長い碑文には次のように書かれている。
ニップルでは正義を確立し推進した。私は羊のように彼らに栄養を求め、新鮮な草を食べさせた。私は彼らの首から重いくびきを取り除き、しっかりとした場所に落ち着かせた。ニップルに正義を確立して彼らの心を満足させた後、イシンに正義と義を確立して、その地の心を満足させた。五分の一だった麦の税を十分の一に減らした。muškēnumが仕えたのは月に4日だけであった。宮殿の家畜が「シャマシュよ」と叫んでいた人々の畑に草を食んでいたので、私は宮殿の家畜を耕した畑から追い出し、「シャマシュよ」と叫んでいた人々を追放した。—Enlil-bāni Inscription、CBS 13909
ニップルの支配権はイシンとラルサの間で何度か行き来していた。ウルクもまた、エンリル・バーニの治世の間に離反し、彼の権力が崩壊していく中で、エンリル・バーニは『初期王記』を修正して、平凡な簒奪行為というよりも、即位についての伝説的な物語を記したのかもしれない。それによると、イルラ・イミッティは庭師のエンリル・バーニを選び、彼を即位させ、王室のティアラを彼の頭につけた。イルラ・イミッティは熱い粥を食べている間に死亡し、エンリル・バーニが王座を辞めることを拒否したために王となったとある。
アッシュールバニパルの図書館からの医学書「人の脳に火があるとき」のコロフォンにはこう書かれている。「証明され、テストされた軟膏や湿布、使用に適している。Šuruppakからの洪水の前からの古い賢者によると、Enlil-muballiṭ、ニップルの賢者（apkallu）は、エンリル・バーニの2年目に（後世に）残した。」
エンリル・バーニは「老朽化したイシンの壁を新たに建てる」必要があることに気付き、記念円錐に記録した。エンリル・バーニはこの壁を「Enlil-bāni-išdam-kīn」（「エンリル・バーニは基礎が固い」）と名付けた。実際には、主要都市の城壁は継続的に修理されていたと思われる。エンリル・バーニは天才的な建築家で、「犬の家」（é-ur-gi7-ra）、ニニシナの神殿、宮殿、また、「リラックスの家」（é-ní-dúb-bu）と呼ばれるニンティヌガー女神のための建築、「死者を蘇らせる女性」（é-dim-gal-an-na）と呼ばれる天の大マスト。最後に、Ninibgalのための「lady with patient mercy who loves ex-votos, who heeds prayers and entreaties, his shining mother」（é-ki-ág-gá-ni）を作った。
2体の巨大な銅像は、117年前にイッディン・ダガンが作ったが納められなかったニンガルに捧げるためにニップルに運ばれた。そのため、女神ニンリルはエンリル神にエンリル・バーニの寿命を延ばしてもらったという。
エンリル・バーニに宛てた賛美歌は、おそらく2つある。